# 大乗院日記目録
『大乗院日記目録』（だいじょういんにっきもくろく）は、奈良興福寺の門跡寺院である大乗院に伝来した日記類を、第27代門跡尋尊が編集した書物。全4巻。記録された範囲は1065年（康平3年/治暦元年）から1504年（文亀3年/永正元年）までにおよぶ。原本は国立公文書館内閣文庫蔵。1428年（正長元年）に起こった正長の土一揆などの大事件に関する記述がある。